# Nico Cháfer
Nicolás Cháfer García (Gandía, Valencia, 11 de febrero de 1991) es un futbolista español. Juega de centrocampista , en el UE Tavernes de la Liga Comunitat en Valencia.

## Clubes
| Club                             | País   | Año         |
| -------------------------------- | ------ | ----------- |
| Benirredrà C.F.                  | España | 1996 - 2005 |
| Villarreal CF "B"                | España | 2005 - 2012 |
| Unión Deportiva Melilla          | España | 2012        |
| CD Leganés                       | España | 2013        |
| Elche Ilicitano                  | España | 2014        |
| Elche Ilicitano                  | España | 2015        |
| CD Alcoyano                      | España | 2015        |
| Club Deportivo San Roque de Lepe | España | 2016        |
| Unión Deportiva Alzira           | España | 2016        |
| CD Eldense                       | España | 2017        |
| CD Guadalajara                   | España | 2017-2018   |
| Formac Villarrubia               | España | 2018        |
| UD Castellonense                 | España | 2019-2021   |
| Club de Fútbol Gandia            | España | 2021-2022   |

- Datos: Q6041996